# Milo Meskens
Milo Meskens, belgijski glasbenik in besedilopisec, * 3. oktober 1995, Deinze, Belgija.
Širši javnosti je postal poznan leta 2015, ko je nastopil v televizijski oddaji De Nieuwe Lichting. V začetku leta 2016 je izdal prvo avtorsko pesem Here With Me.
Leta 2018 je izdal svoj prvi album Contrast.

## Diskografija

### Contrast
| New Beginning        |
| Twenty One           |
| Let You Go           |
| Memory Card          |
| Stone Cold Liar      |
| Time                 |
| Calibration          |
| Storms               |
| I Don't Know Anymore |
| Here With Me         |